# AN/MPQ-14

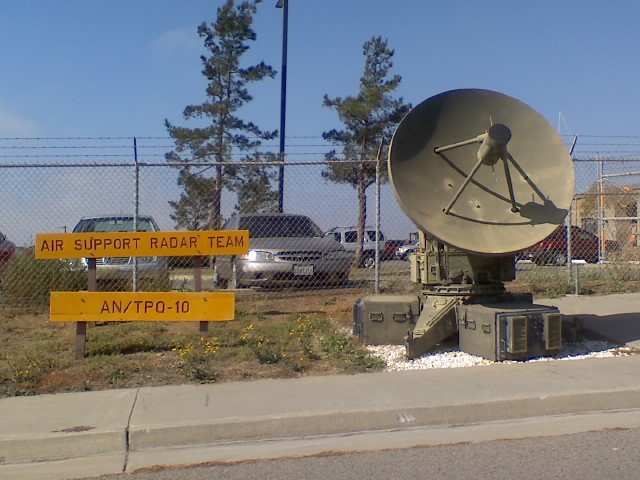
Photo du radar AN/TPQ-10 qui a succédé à l'AN/MPQ-14. Ce radar est à l'extérieur des quartiers généraux du MASS–3 (Marine Air Support Squadron 3) au Camp Pendleton en Californie. C'est un des radars utilisés par l’American Society of Radiologic Technologists (ASRT) au cours de la guerre du Viêt Nam.

Le radar AN/MPQ-14 était un dispositif utilisé pour le Ground Directed Bombing (en) (GDB) grâce auquel un avion était guidé à distance par un radar au sol qui pouvait également lui donner le point de largage de ses bombes. C'était le premier système de guidage de tir utilisé par le corps des Marines des États-Unis et qui a permis des bombardements en appui aérien rapproché dans de mauvaises conditions de visibilité. Conçu à l'origine comme système d'entrainement pour des armes lancées depuis un sous-marin, ses concepteurs ont vite compris qu'il avait un réel potentiel comme dispositif nocturne/tout-temps de largage des bombes. Il a servi pendant la guerre de Corée, et son successeur l'AN/TPQ-10 pendant la guerre du Vietnam.

## Historique
Vers la fin de la Seconde Guerre mondiale les Alliés ont capturé environ 800 bombes volantes allemandes radioguidées et sans pilote de type V-1. Quelques exemplaires ont été expédiés au centre d'essai des missiles de l'US Navy à la Naval Air Station Point Mugu en Californie. Là-bas les ingénieurs ont renommé le missile The loon (plongeon huard) et l'ont modifié pour être lancé depuis un sous-marin. Au printemps 1948, quatre officiers et 11 hommes de troupes — tous sélectionnés pour leurs connaissances importantes, ils avaient suivi une formation technique  et avaient une bonne expérience du combat aérien et de l'artillerie — ont reçu une formation pratique sur missile téléguidé et devaient tenir Point Mugu au courant des avancées de leur expérience. Bien qu'ils n'étaient pas affectés à une unité, ces hommes formaient un groupe non officiel la « Marine Guided Missile Unit » (unité de missiles téléguidés de la Marine) sous le commandement du commandant Marion Cranford Dalby, un pilote de chasse.
Dalby, les Master Sergeants William Holtz et Floyd Dickover, ont rejoint le projet Loon à la demande du Commander Grayson Merrill qui envisageait des petits groupes avancés de Marines, débarqués depuis un sous-marin, et qui pourraient assurer le guidage final de la bombe pour en augmenter la précision. Comme il y avait trop peu de Loon pour pouvoir effectuer les tests minimum et qu'il était difficile de disposer d'un sous-marin et de la logistique nécessaire, les marines n'ont pu effectuer que deux tirs d'essais avec leur équipement improvisé. Du coup le Master Sergeant Clark Hayden imagina un dispositif simple qui simulait un loon dans sa phase guidée en utilisant un avion de chasse dont le pilote automatique recevait les instructions de guidage par radio comme l'aurait fait un loon. Un radar au sol suivait l'avion et un ordinateur improvisé générait les indications de vol pour l'avion et indiquait au pilote quand il devait larguer la bombe. Le système s'est révélé très efficace et la précision se mesurait en mètres, et non plus en kilomètres comme avec le loon.
Dalby et le commandant Samuel Dressin eurent la même idée : utiliser le système directement comme arme, un système de guidage par radar de la bombe pour attaquer de nuit ou par mauvais temps. Ils ont repris le système pour le rendre plus solide et compatible avec le combat, et sont passés du radar SCR-584 au SCR-784 conçu pour la lutte antiaérienne.
Le dispositif a été présenté à un groupe de Marines à la base du Corps des Marines de Camp Pendleton en 1950. Dalby annonça un écart circulaire probable de 140 m pour une arme lancé de 5 500 m avec un guidage total depuis le sol. La démonstration a été un succès. Dalby eut la mauvaise idée de laisser un général de brigade examiner son matériel et de commenter : « la pluie va court-circuiter tout ce labyrinthe de fils ». Plus tard Dalby déclara que « plus jamais il ne laisserait un général voir l'envers du décor avant que tout ne soit emballé comme dans une boîte de bonbons ».
Le système a été appelé AN/MPQ-14, et grâce à l'intervention du lieutenant colonel Homer Hutchinson le projet reçut l'aide de Washington y compris deux chasseurs nocturnes Corsair et les pilotes pour l'entraînement. Dalby parlait d'Hutchinson comme d'un aviateur, un officier qui « sait vraiment trouver son chemin dans toute la jungle de Washington... Sans l'aide d'Hutchinston l'ensemble du projet MPQ-15 serait probablement mort. »
En juillet 1951 l'ensemble du dispositif était prêt pour le combat et le colonel Victor Krulak, alors secrétaire général de la 1re division de Marines, demanda son déploiement immédiat. Krulak était un des marines
qui avait assisté à sa première présentation à Pendelton en 1950. Le commander de la 1re division de Marines l'a fait installer avec sa division près du 38e parallèle. Il conquit de nombreux adeptes tant au sol que dans les airs. L'escadron de chasse nocturne sur Corsair était particulièrement redevable à ce système qui leur permettait de voler entre 4 500 m et 6 000 m, au-dessus des tirs antiaériens, plutôt qu'au ras des vallées en utilisant des fusées éclairantes pour localiser leurs cibles. Bien qu'à l'origine le dispositif ne pouvait pas être utilisé à moins de 1 600 m des forces amies, à l'été 1952 les marines ont obtenu l'autorisation de la 5th USAAF de l'employer dans le cas d'appui aérien rapproché.
Au Vietnam on utilisa son successeur, le AN/TPQ-10, avec grand succès, en particulier à Khe Sanh où la météo rendait impossible les méthodes traditionnelles d'appui aérien rapproché. L'AN/TPQ-10 présente un écart circulaire probable de 45 m et peut assurer 105 missions par jour.

## Caractéristiques techniques
- Pays d'origine : États-Unis
- Fréquence : 2 740 à 2 960 MHz
- Portée : 18 km au maximum et 450 m au minimum
- Azimut : 360 °
- Puissance crête : 250 kW